# Minton's Playhouse

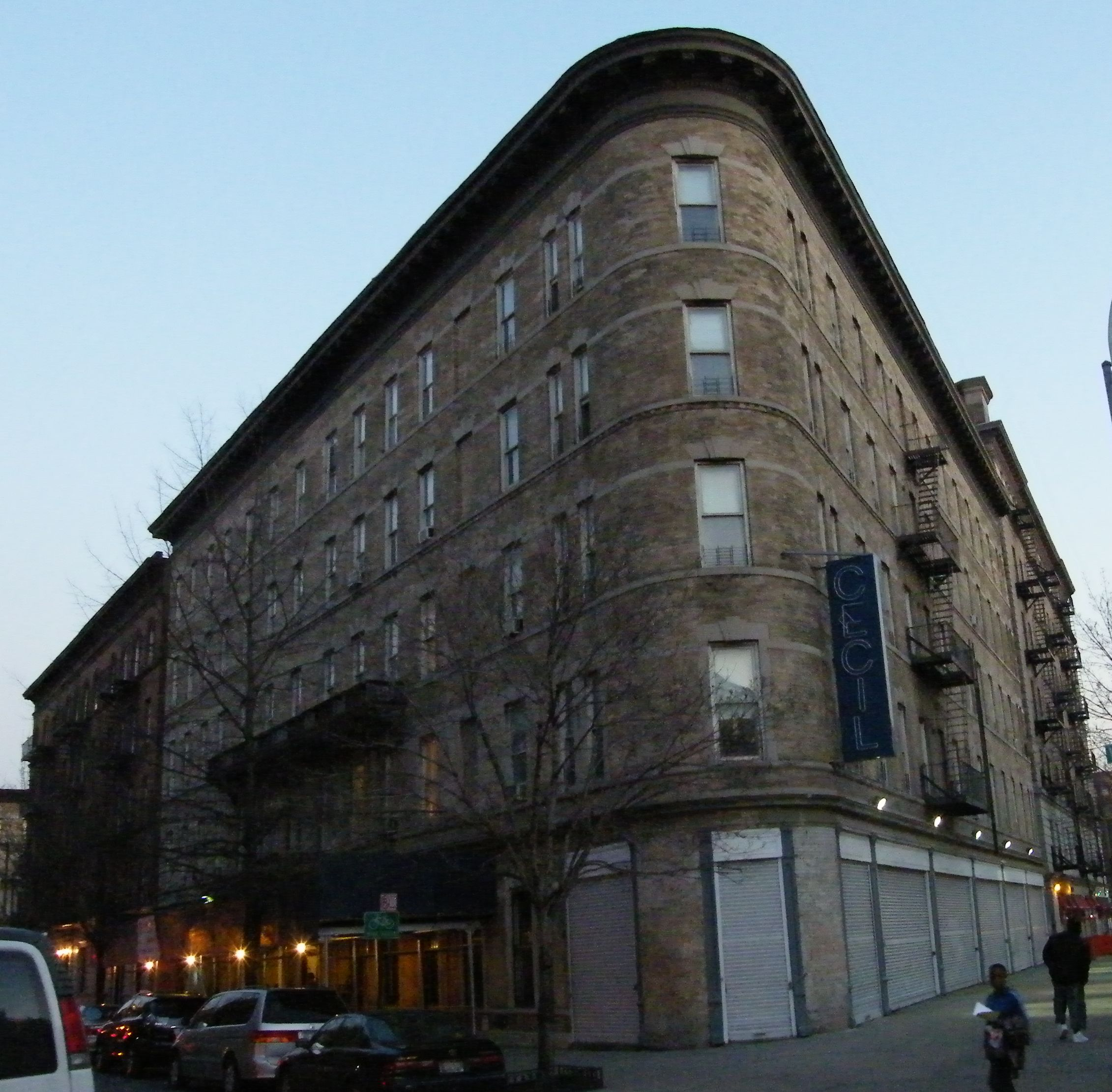
El Minton's Playhouse està inscrit al National Register of Historic Places

El Minton's Playhouse era un club de jazz i un bar situat al primer pis de l'Hotel Cecil al 210 West del carrer 118 al barri de Harlem. Va ser obert el 1938 pel saxofonista Henry Minton. És aquí que s'hi ha desenvolupat el modern jazz, conegut també amb el nom de bebop, gràcies als jam sessions de Thelonious Monk, Kenny Clarke, Charlie Christian i Dizzy Gillespie, als anys 1940. El club va entrar en una fase de decadència al final dels anys 1960 abans de tancar el 1974. El lloc coneix un renaixement, d'ençà l'obertura de les seves portes el 2006 amb el nom d'Uptown Lounge at Minton's Playhouse,.

## Els inicis del club
El primer propietari del club, Henry Minton, era ben conegut a Harlem per haver estat el primer delegat negre a l'American Federation of Musicians Local 802. Va ser també l'empresari del famós Rhythm Club, situat també a Harlem, al començament dels anys 1930, un club sovintejat per Louis Armstrong, Fats Waller, James P. Johnson i Earl Hines. Minton va aconseguir fer del seu club un indret apreciat pels millors músics de New York.

## Els anys 1940
Al final dels anys 1940, Minton va contractar Teddy Hill per dirigir el club.